# Themistoclesia inflata
Themistoclesia inflata är en ljungväxtart som beskrevs av A. C. Smith. Themistoclesia inflata ingår i släktet Themistoclesia och familjen ljungväxter. Inga underarter finns listade i Catalogue of Life.